# Saab 32 Lansen

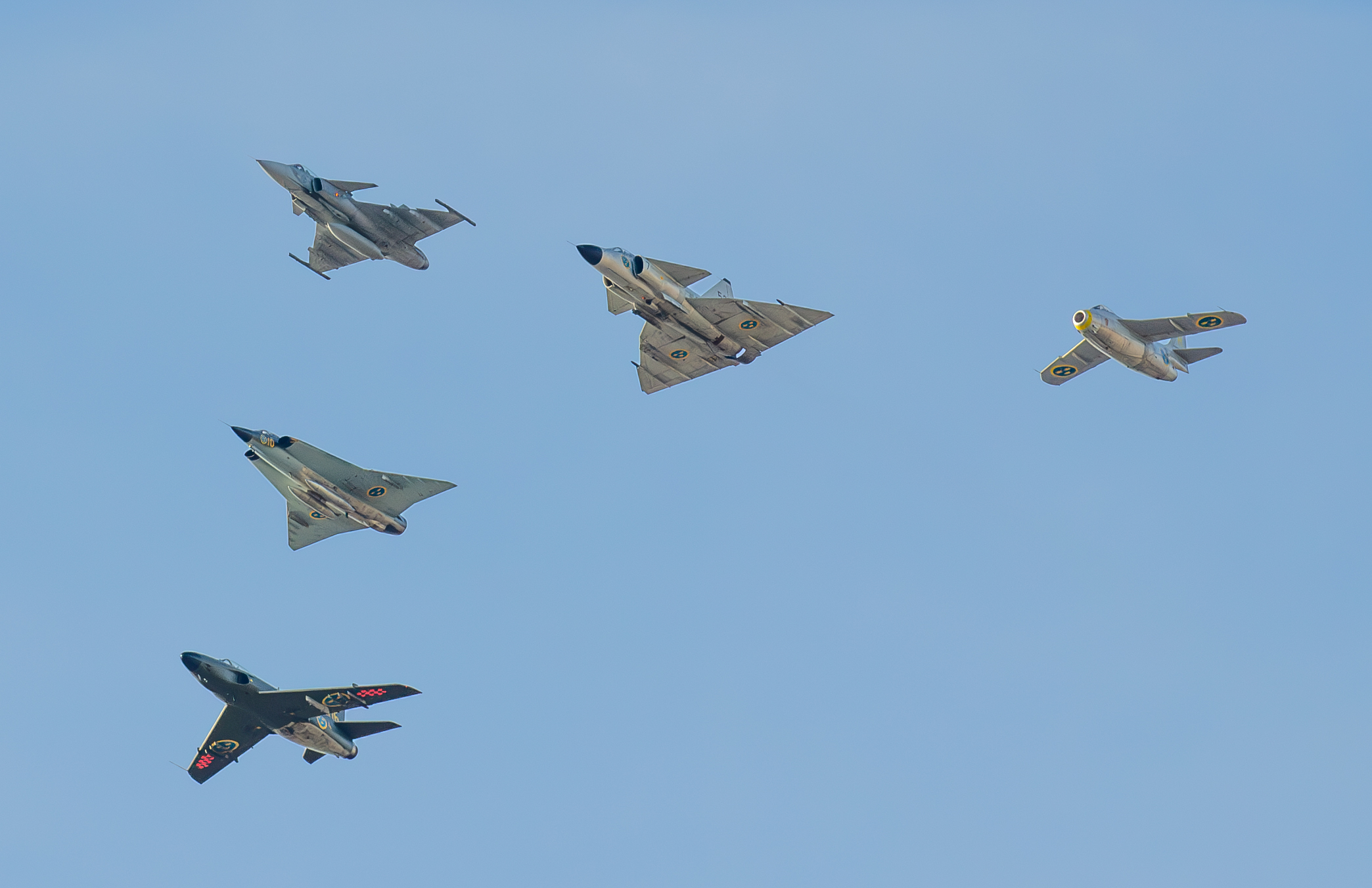
Lansen tillsammans med SAAB 29 Tunnan och sina efterträdare SAAB 35 Draken, Saab 37 Viggen och Saab 39 Gripen under flyguppvisningen över centrala Stockholm vid firandet av kung Carl XVI Gustafs 50 år på tronen 2023.

SAAB 32 Lansen (FV-typnummer: flygplan 32, kort fpl 32) är grundkonstruktionen för ett antal allvädersstridsflygplan konstruerade av Svenska Aeroplan Aktiebolaget på beställning av Kungliga Flygförvaltningen runt decennieskiftet 1950.
Planet konstruerades med allvädersförmåga (allväder betyder att planet kan utföra uppdrag även under mörker och i moln) och för att kunna fungera som attackflygplan, spaningsplan och jaktflygplan i separata versioner genom att ha förebyggande aspekter för dessa roller. Nospartiet var mycket stort vilket gav utrymme för en avancerad spanings- eller siktesradar, samt kanon- eller kamerabestyckning. Vingarna var stora och hade en svepningsgrad som gav egenskaper passande för både attack- och jaktuppdrag. Planet var även tvåsitsigt med tandemkabin, vilket delade upp planets jobbuppgifter på två besättningsmän. En besättningsman var pilot och skötte flygning samt beväpning, medan den andre var navigatör och radarobservatör.
Anledningen att grundkonstruktionen skulle användas till de olika rollerna var för att det planerades att ersätta de propellerdrivna flygplanen B 18 (attack), S 18 (spaning) och J 30 (senare J 33) (nattjakt). Saab 32 Lansen kom att produceras i tre versioner följande dessa roller och var det Svenska Flygvapnets första flygplan med allvädersförmåga. År 1997 blev flygplanstypen utrangerad från aktiv tjänstgöring, men har sedan dess använts sporadiskt i olika jubileumsflygningar och på diverse flyguppvisningar. I Swedish Air Force Historic Flights flotta ingår en luftvärdig J 32 Lansen.

## Historik

### Projektering
På beställning från Flygförvaltningen började SAAB 1948 med ingenjören Artur Bråsjö som konstruktionschef att utveckla ett nytt flygplan som skulle ersätta attackflygplanen A 18 (B 18), A 21A och A 21R, spaningsflygplanen S 18 och S 26 Mustang (senare även S 29 Tunnan, samt nattjaktflygplanet J 30 Mosquito (senare även J 33 Venom).
Det var klart från början att det nya flygplanet skulle ha reaktionsmotor och pilvingar, men vilken konfiguration planet skulle ha var uppe till debatt. 
Information om pilvingar hade SAAB ursprungligen fått från nazityska dokument från krigsåren, vilka hade förvärvats av Frid Wänström, chef för beräkningsavdelningen på SAAB, via Schweiz 1945. Tyska ingenjörer från Messerschmitt fick även anställning hos SAAB under denna period efter kriget vilka lär ha hjälpt till med att förstå dokumenten. (Dock inte ingenjören,  doktor Hermann Behrbohm som från 1951 kom att ingå i SAAB kärna i teamet runt SAAB 32 Lansen, SAAB 35 Draken och kommande flygplanstyper. Behrbohm kände till bakgrunden till dokumentationen vilket ökade dess värde vid användningen av dem till SAAB 32 Lansen och Saab 35 Draken (tester med deltavingar).)
Flera olika konfigurationer kom att föreslås till det nya planet, bland annat ett par flygande vingar kallade Rockan och R-1100 (R för Reamotor), men även en konventionell konfiguration med motorer på vingspetsarna kallad Tip-jet. Till slut beslöt man sig dock för ett konventionellt pilvingat flygplan med radomnos och två RM2-motorer i kroppen under projektnamnet R-1100, vilken senare vidareutvecklades till R-1108 och slutligen till R-1119. Vid slutet av 50-talet valde man dock att slopa idén att använda två RM2-motorer och istället använda en enda motor av nyare och kraftigare modell. Denna modell fick projektnamnet R-1150.
R-1150:s konfiguration kom att likna många andra flygplansprojekt från tiden; till exempel: Hawker Hunter, Folland Gnat, Supermarine Swift och Grumman F-11 Tiger. Vingen var låg och hade en svepningsgrad på 35 grader. Som motor hade man från början tänkt sig att flygplanet skulle drivas av den svenskkonstruerade jetmotorn STAL Dovern, men av tid- och kostnadsskäl valde man i slutändan att använda den betydligt mer utprovade brittiska Rolls-Royce Avon Mk 21. Sverige kom att köpa in ett 50-tal originalmotorer men fick även licens på egentillverkning, vilken skulle skötas av Flygmotor i Trollhättan. Brittiska motorer betecknades RM5AE (England), medan Svenska kallades RM5A1 och A2. RM5A2 var en vidareutveckling av A1 med större utlopp för mer kraft.

### Flygplan 202
Den 8 oktober 1949 meddelade Flygförvaltningen att R-1150 fått typbeteckningen Flygplan 32 och gav SAAB tummen upp för att påbörja produktionsritningar.
För att testa vingformen modifierades SAAB 91 Safir-prototypen med ny motor och en nerskalad pilvinge från SAAB 32, benämnd flygplan 202. Safir-prototypen hade tidigare används för att utprova pilvingen hos SAAB 29 Tunna, då benämnd Flygplan 201.

### Prototyperna
Den första prototypen 32-1 var färdig 1952 och flög första gången den 3 november 1952 med Bengt Olow som testpilot. Denna prototyp saknade efterbrännkammare (ebk) och beväpning. Trots att den första prototypen kom i luften redan i november 1952 tog det mer än ett år innan den andra prototypen flög. Den andra prototypen, 32-2, flög den 15 december 1953 och saknade beväpning men var försedd med ebk. Den första beväpnade prototypen var 32-3 och denna flög första gången den 15 april 1954. Efter 32-3 byggde man prototypen 32-4, som byggdes utifrån serieritningar. Efter dessa 4 prototyper var flygplantypen redo för produktion och 1955 bytte SAAB från att bygga J 29 Tunnan till A 32 Lansen.

### Olyckor
Under åren 1955–1960 levererades totalt 447 flygplan till det svenska flygvapnet. En tredjedel förstördes under 25 års tjänst i haverier varvid 100 besättningsmän omkom (samt 7 civila i Vikbo). Olyckorna berodde på tekniska fel i flygplanen, som var tekniskt omogna för flygtjänst, samt piloternas bristfälliga utbildning i flygning i mörker och dåligt väder. 
Vid haveriet i Vikbo 1960 sköt flygförare Uno Magnusson ut sig ur sin attackversion tillhörande Västgöta flygflottilj och det nu herrelösa flygplanet kraschade in i ett boningshus och dödade alla sju som vistades i huset. Haveriet visade sig bero på ett fel som uppstod då en extra bränsletank var monterad och vilket redan lett till att jaktversionen inte fick flygas med extratanken. De ersättningsdelar som skulle avhjälpt felet hade inte monterats trots att de fanns tillgängliga. Olyckans verkliga orsaker undanhölls allmänheten av Flygvapnets pressdetalj och eftersom offren i Vikbo var civila räknades de inte in i Flygvapnets officiella olycksstatistik.

### Luftmätningar
Efter Tjernobylkatastrofen utförde Lansen luftmätningar åt Statens strålskyddsinstitut (SSI). 
Veteranflygföreningen hittade av en slump utrustning som tillvaratagits utan order/tillstånd när Målflygdivisionens J 32 avvecklades, och monterade den på två av sina individer (32606-06 och 32620-20. 32542-23 hade denna utrustning sedan tidigare). Dessa baserades på Skaraborgs flygflottilj (F 7) i Såtenäs i Västergötland och användes 2010 för att mäta halten av vulkanaska i luften. Mätningarna skedde med instrument i form av tuber på vingarnas undersida för att se om datorberäkningarna av askföroreningarna stämde. Uppdraget kom från Totalförsvarets forskningsinstitut (FOI).

## Versioner
Nedan listade versioner inkluderar enbart SAABs produkter och inte fältmodifikationer som till exempel J 32D och J 32E.
För information om Lansen i tjänst: se J 32 för jaktversioner, A 32 för attackversioner, S 32 för spaningsversioner.

### SAAB 32A

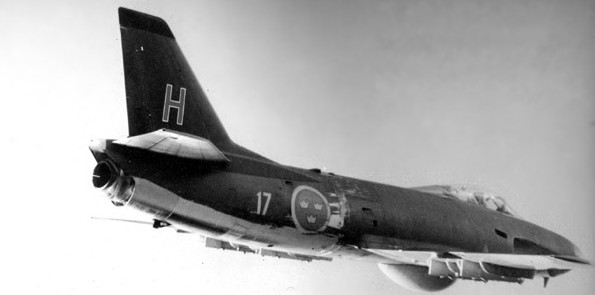
SAAB 32A (A 32)

Version med Rolls-Royce Avon Mk 21 (RM5A) motor och nosutrymme med hydrauliska mynningar för akanbestyckning.
- A 32A: allvädersattackflygplan – bestyckad med fyra fasta 20 mm automatkanon m/49, flygbomber, attackraketer samt sjömålsrobot Rb 04. Totalt tillverkades 287 individer (S/N 32001-32287) under åren 1955–1957, och togs ur tjänst år 1978. Några individer flög vidare som provflygplan på FC (Försökscentralen) och den sista togs ur tjänst 1985. Totalt avskrevs 98 individer efter haverier.[16]

### SAAB 32B (Lansen sport)

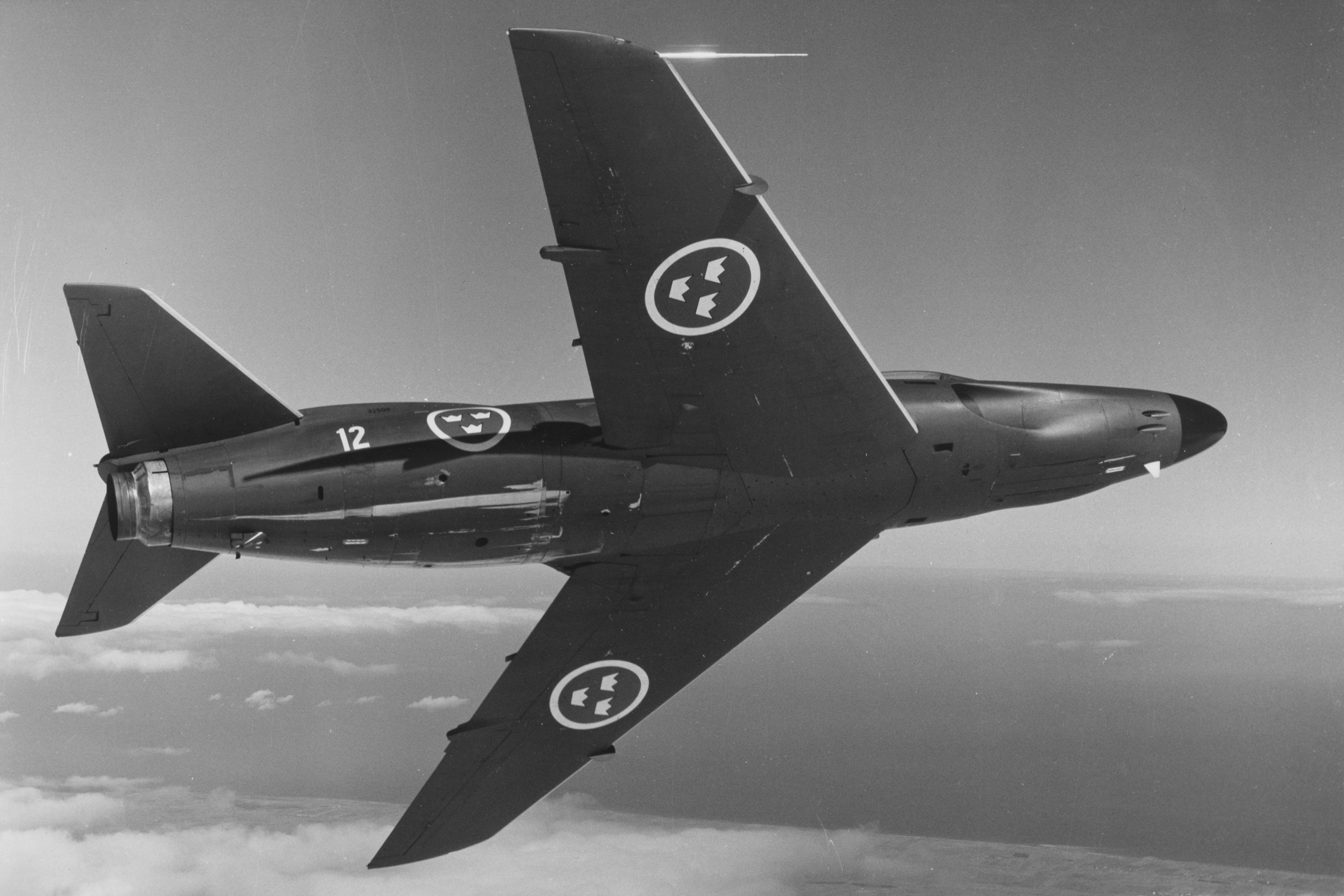
SAAB 32B (J 32)

Version med Rolls-Royce Avon Mk 47 (RM6A) motor och nosutrymme med öppna mynningar för akanbestyckning.
- J 32B: allvädersjaktflygplan – bestyckad med fyra fasta 30 mm automatkanon m/55, jaktrobotar, jaktraketer samt attackraketer. Motorn var en Rolls-Royce Avon Mk 47A (RM6A) som gav lika mycket dragkraft utan efterbrännkammare som SAAB 32A:s RM5A2 gjorde med efterbrännkammare. Totalt tillverkades 118 individer (S/N 32501-32620) under åren 1958–1960, och togs ur tjänst år 1970. 28 individer flög betydligt längre än så som prov och målflygplan (J 32B, D och E). Totalt avskrevs 26 individer efter haverier.[17]

- A 32B: allvädersattackflygplan – 1956 förslagen attackvariant av Saab 32B, samt 1965 förslagen modifiering av existerande J 32B. Förslogs ha störutrustning mot zonrör bland annat. Kom ej att byggas.[18]

### SAAB 32C

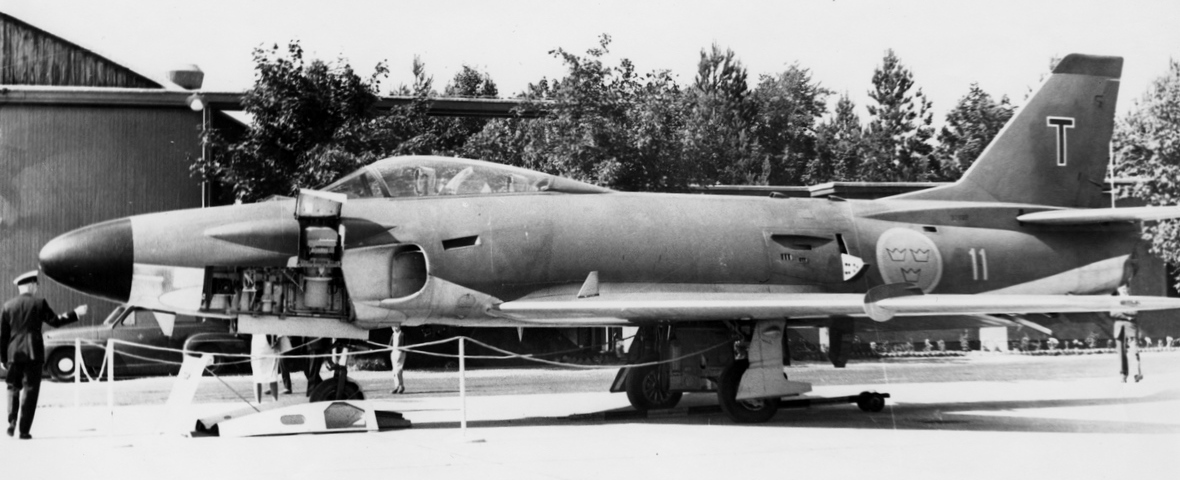
SAAB 32C (S 32)

Version med Rolls-Royce Avon Mk 21 (RM5A) motor och nosutrymme för kamerabestyckning.
- S 32C: allvädersspaningsflygplan – bestyckad med diverse spaningskameror samt fotobomber. Huvuduppgiften var havsövervakning med radar och fotospaning i mörker (för fotospaning i dagsljus användes S 29). Totalt tillverkades 45 individer (S/N 32901-32945) under åren 1958–1959, och togs ur tjänst 1978. Totalt avskrevs 14 individer efter haverier. Av spaningsversionen finns enbart två individer bevarade, 32917 vid Flygvapenmuseum i Linköping, och 32940 vid F11 Museum i Nyköping. Individen vid F11 Museum har återställts till utställningsskick, genom delar från tre olika individer, vilka har använts till brandövning och som skjutmål.[19]

### SAAB 32D

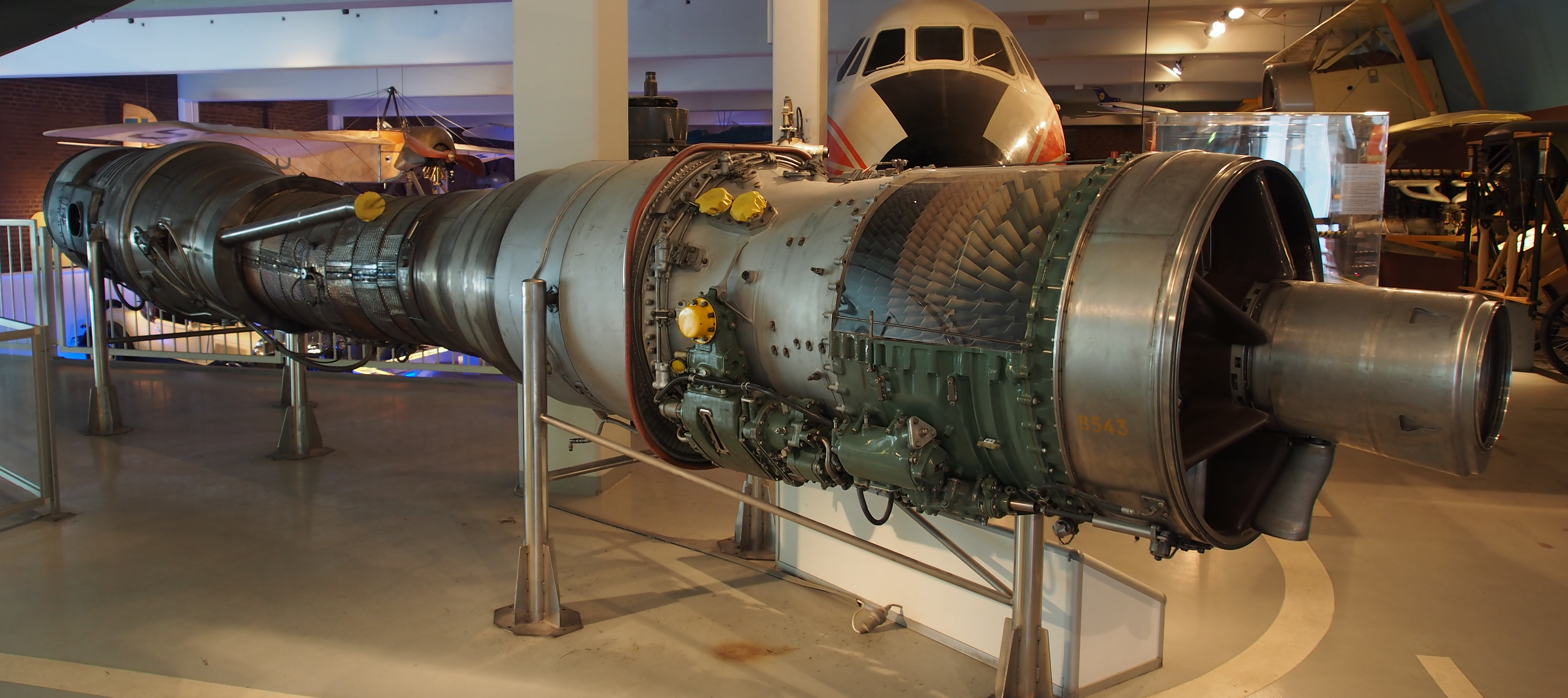
SAAB 32D (planerad motor)

Version med Rolls-Royce Avon Mk 60 (RM6C) motor och nosutrymme med öppna mynningar för akanbestycking.
- A 32D:  allvädersattackflygplan – 1965 förslagen nytillverkad attackvariant av Saab 32 som alternativ till AJ 37 Viggen.[18] Bestyckning skulle bestå av fyra fasta 30 mm automatkanon m/55, flygbomber, attackraketer, samt attackrobotar som Robot 05.[18] Motorn skulle vara en Rolls-Royce Avon Mk 60 (RM6C), samma som i J 35F Draken.[18] Flygkroppen var en förstärkt J 32B och motorn skulle enbart öka stigförmåga, inte hastighet. Kom ej att byggas.[18]

### SAAB 32U

SAAB 32U (platshållare)

Version med en Rolls-Royce Avon RA.19R motor, tunnare vingar och roderytor, vingsvepning 40° (från 35°) samt rörlig stabilisator.
- J 32U: allvädersjaktflygplan – alternativ till J 32B från 1954 benämnd J 32U (U för Utveckling?).[20] Överljudsvariant (1235 km/t+) med Rolls-Royce Avon RA.19R motor[20] om 5669 kp (55,6 kN) med efterbrännkammare.[21] Mer aerodynamisk än J 32B för att flygplanet skulle kunna kontrolleras i överljudshastighet. Smalare fena, 6% smalare vingar med 40° grader svepning (från 35° på J 32B) samt en rörlig höjdstabilisator (engelska: all flying tail) som sitter på en tiltpunkt och agerar höjdroder.[20] Hjälpmotor av rakettyp föreslogs även.[20]

Fanns kvar som alternativ till 1958 som en framtida ersättare för J 32B men på grund av ett politiskt beslut skrotades projektet. Projektet skrotades då man ansåg att man skulle kunna bruka J 32B i 8 år till och därefter ersätta den med en variant av Draken (vilket blev J 35F).

### SAAB 1160
Ensitsig mindre variant av SAAB 32 Lansen utan radar.
- J 32AD: dagjaktflygplan – 1953-förslag till en ersättare av J 29 Tunnan. Enkelsitsigt lättviktsvariant av Lansen för dagjakt under projektnamnet J 32AD (D för dag).[2][20] Saknade radar och skulle varit beväpnad med fyra stycken 20 mm automatkanoner och en 30 mm automatkanon[2][20] (troligen en 30 mm Hispano HSS 825 då Sverige hade planer på att köpa dessa innan man anskaffade 30 mm akan m/55 i och med J 34-köpet.).[22][23] Raketer och robotar var även planerade som vapenalternativ.[2][20] Kom aldrig att byggas utan istället valde man att köpa in Hawker Hunter.[20]

## Summering
Totalt serietillverkades 450 individer av SAAB 32 av de olika varianterna. J 32D, J 32E och J 32S/J 16, var modifierade flygplan från B-versionen.[källa behövs]
| Typ    | Variant    | Antal | Tjänstetid | Typ                       | Basering                   |
| ------ | ---------- | ----- | ---------- | ------------------------- | -------------------------- |
| 32A    | 32-1       | 1     | 1952–19??  | Provflygplan              | SAAB, FC                   |
| 32A    | 32-2       | 1     | 1953–19??  | Provflygplan              | SAAB, FC                   |
| 32A    | 32-3       | 1     | 1953–19??  | Provflygplan              | SAAB, FC                   |
| 32A    | 32-4       | 1     | 1954–19??  | Provflygplan              | SAAB, FC                   |
| 32A    | A 32A      | 287   | 1955–1978  | Allvädersattackflygplan   | F 6, F 7, F 14, F 15, F 17 |
| 32B    | J 32B      | 118   | 1958–1973  | Allvädersjaktflygplan     | F 1, F 4, F 12, F 21, MFD  |
| 32B    | A 32B      | –     | –          | Allvädersattackflygplan   | –                          |
| 32B    | J 32D      | 6     | 1972–1997  | Allvädersmålflygplan      | MFD                        |
| 32B    | J 32E      | 12    | 1972–1999  | Allvädersstörflygplan     | F 3, MFD, FC               |
| 32B    | J 32S/J 16 | 4     | 1969-1971  | Snöröjare                 | F 21                       |
| 32C    | S 32C      | 45    | 1958–1978  | Allvädersspaningsflygplan | F 11                       |
| 32D    | A 32D      | –     | –          | Allvädersattackflygplan   | –                          |
| 32U    | J 32U      | –     | –          | Allvädersjaktflygplan     | –                          |
| R-1160 | J 32AD     | –     | –          | Dagjaktflygplan           | –                          |

## Gallerier

### SAAB 32A

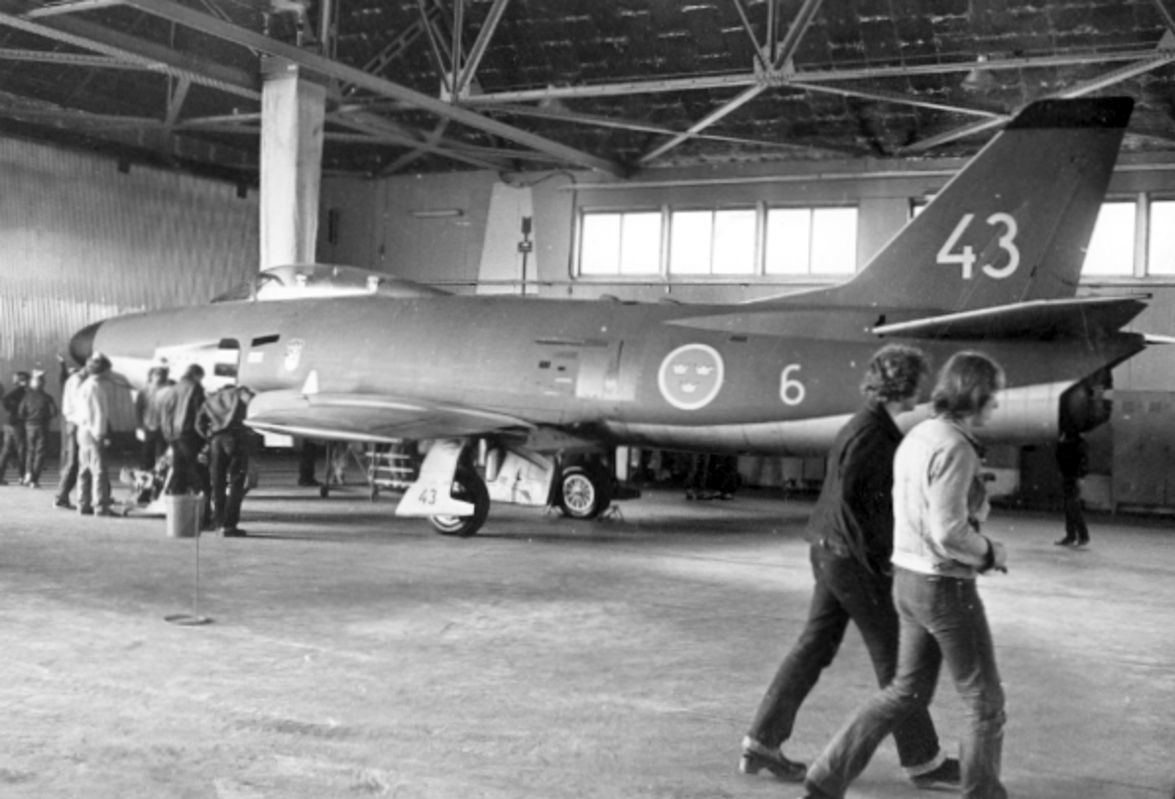
A 32A
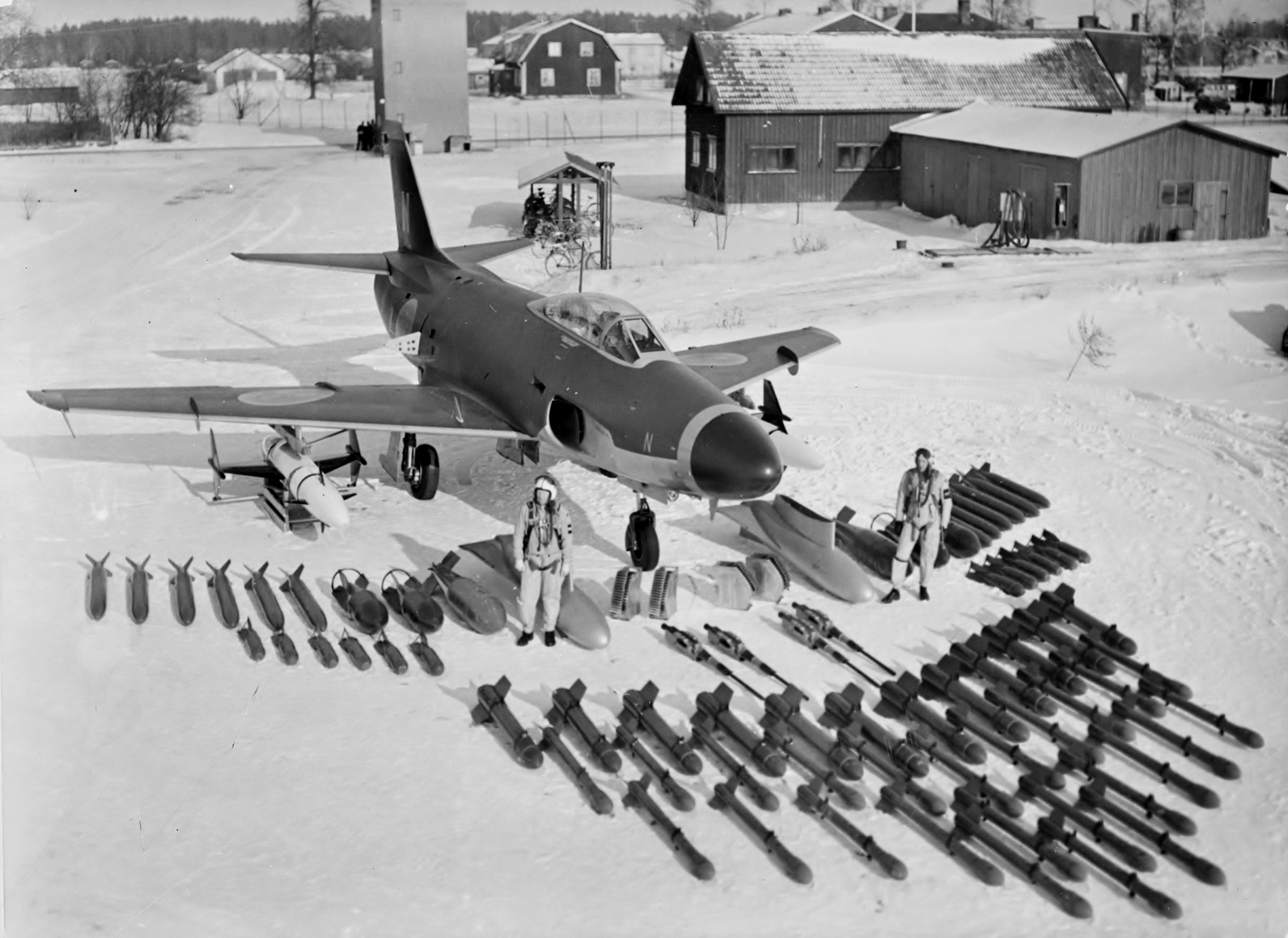
A 32A med attacklast.
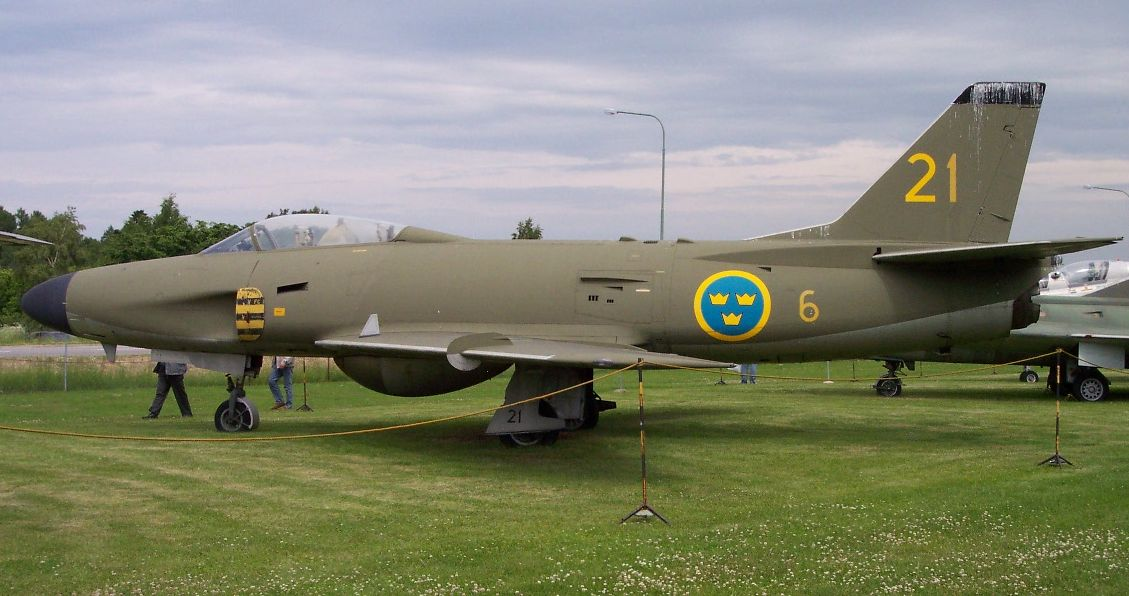
A 32A s/n 32197 hos Flygvapenmuseum i Linköping 2007.
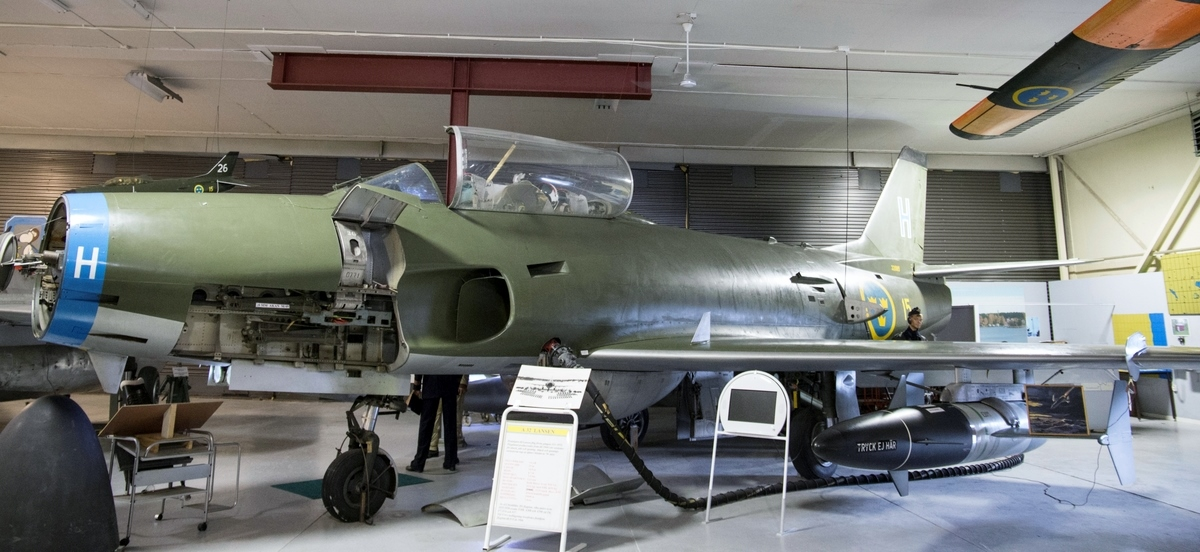
A 32A s/n 32085 hos F 15 Flygmuseum i Söderhamn 2016.

### SAAB 32B

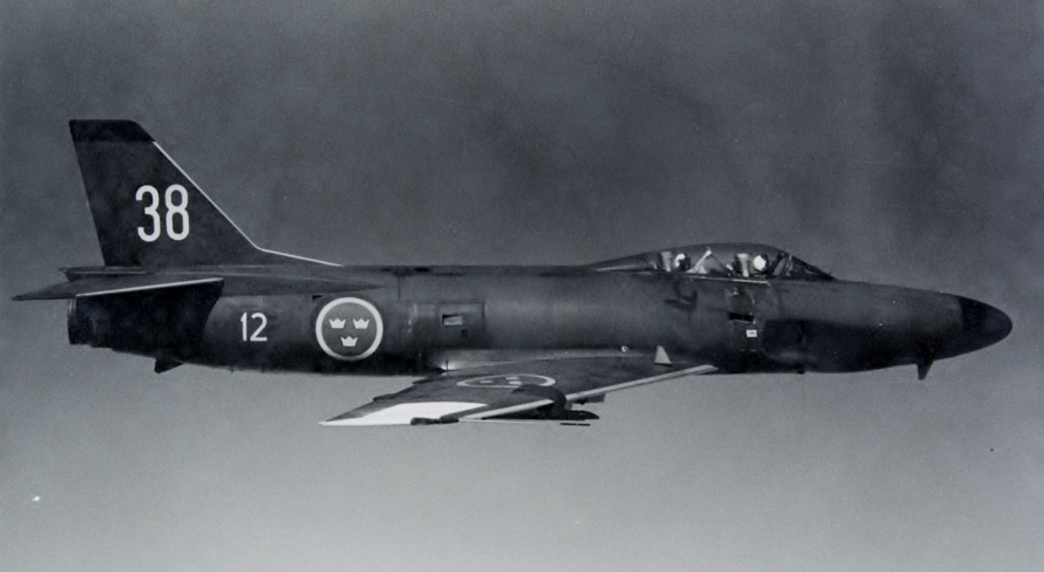
J 32B
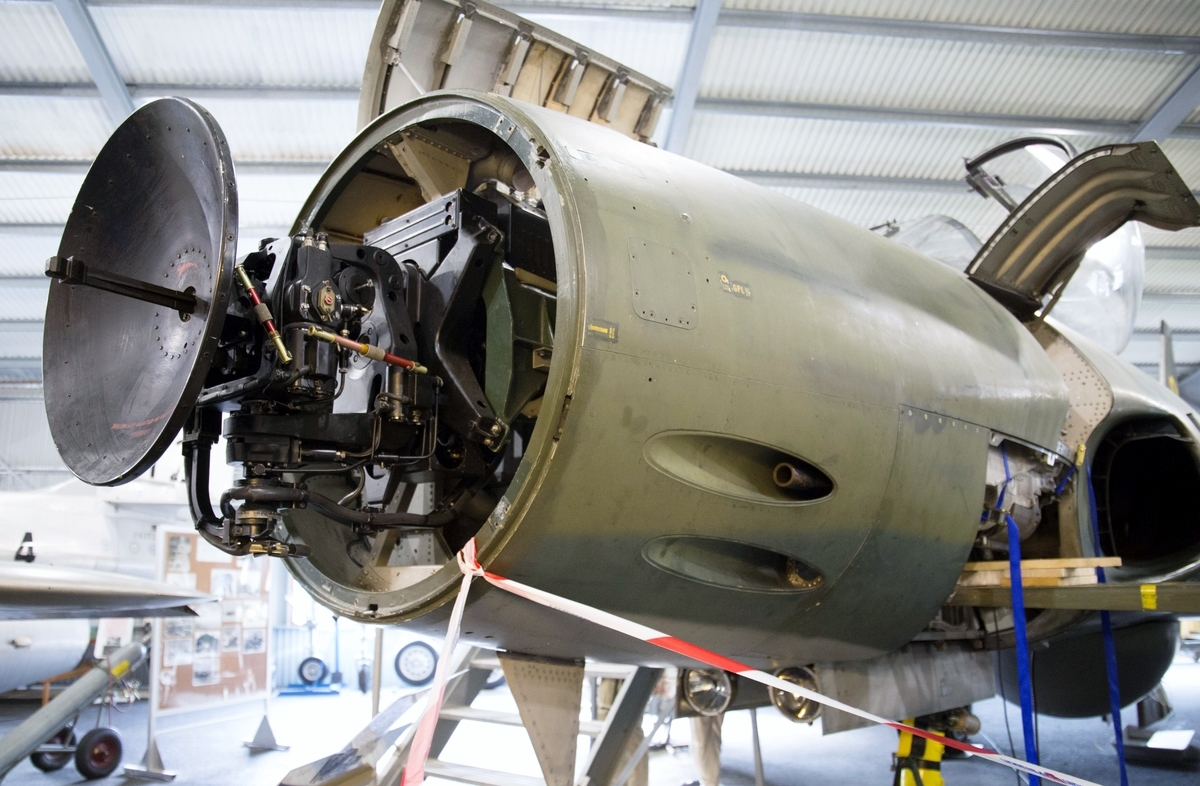
Siktesradar PS-42/A på J 32B.
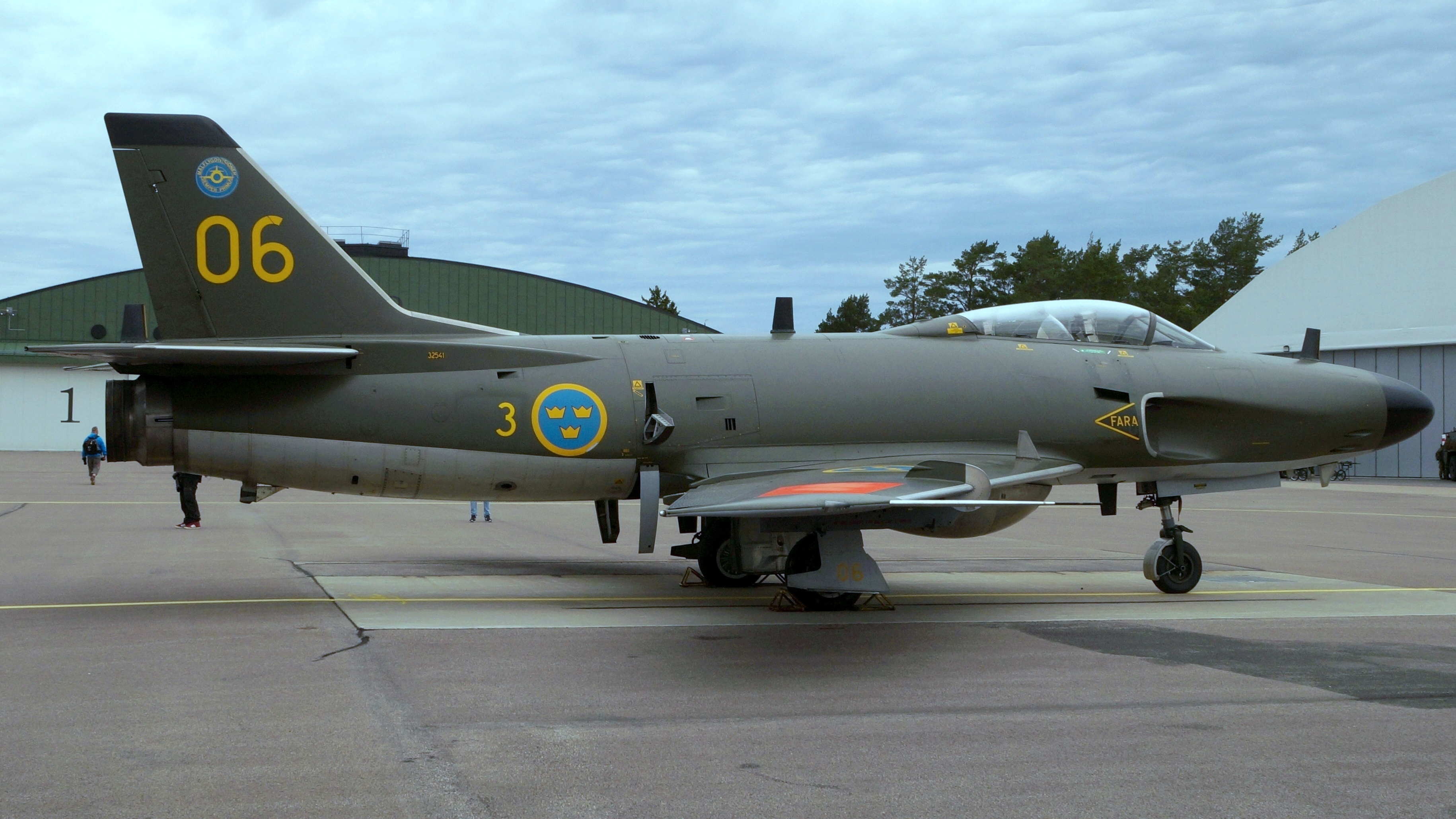
J 32B i J 32E konfiguration.
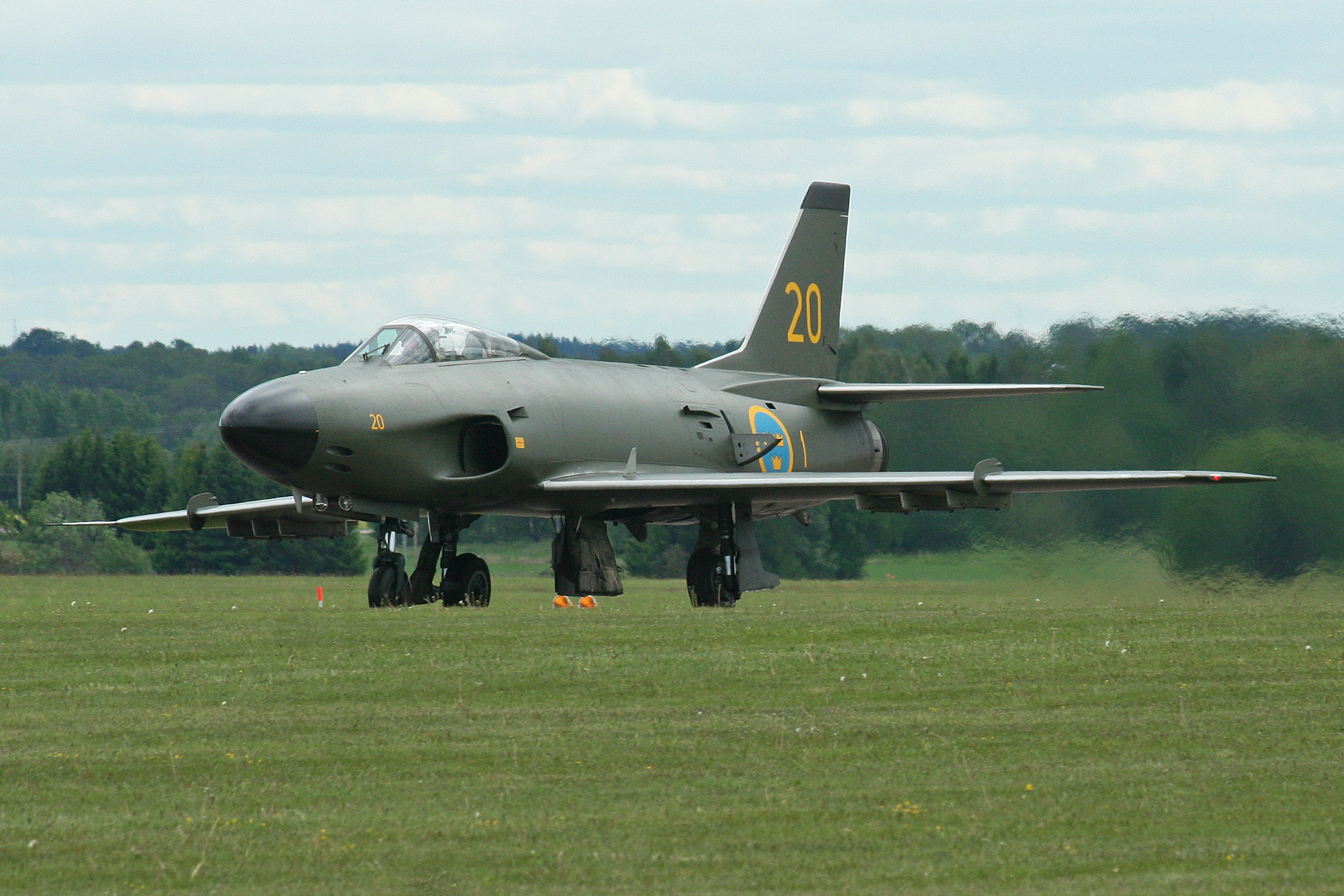
J 32B s/n 32620 under Malmen airshow 2012.

### SAAB 32C

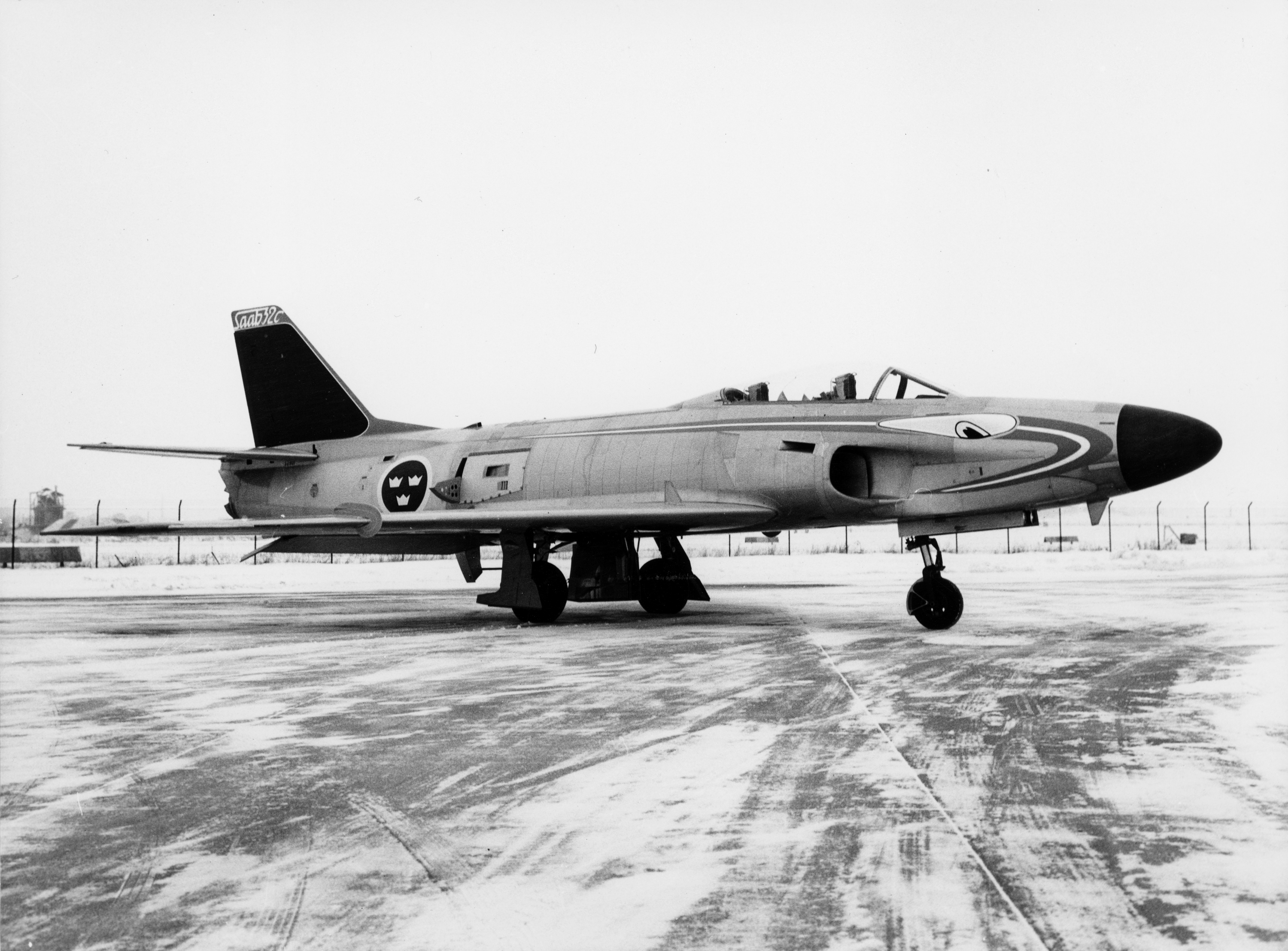
S 32C Prototyp.
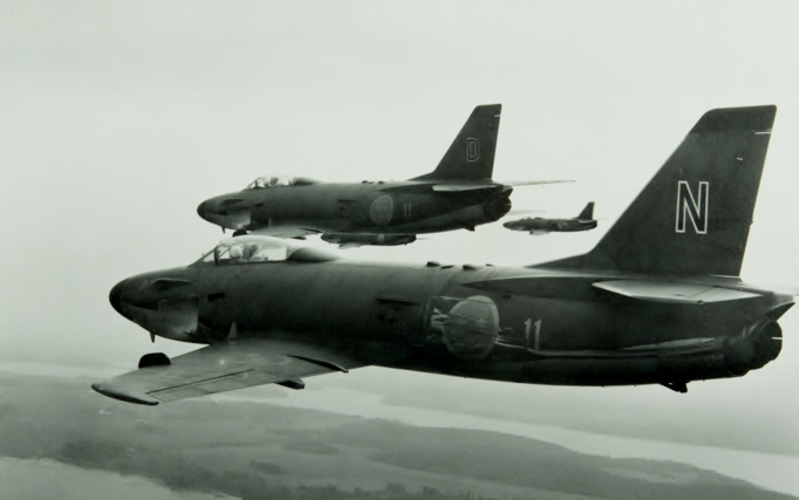
S 32C
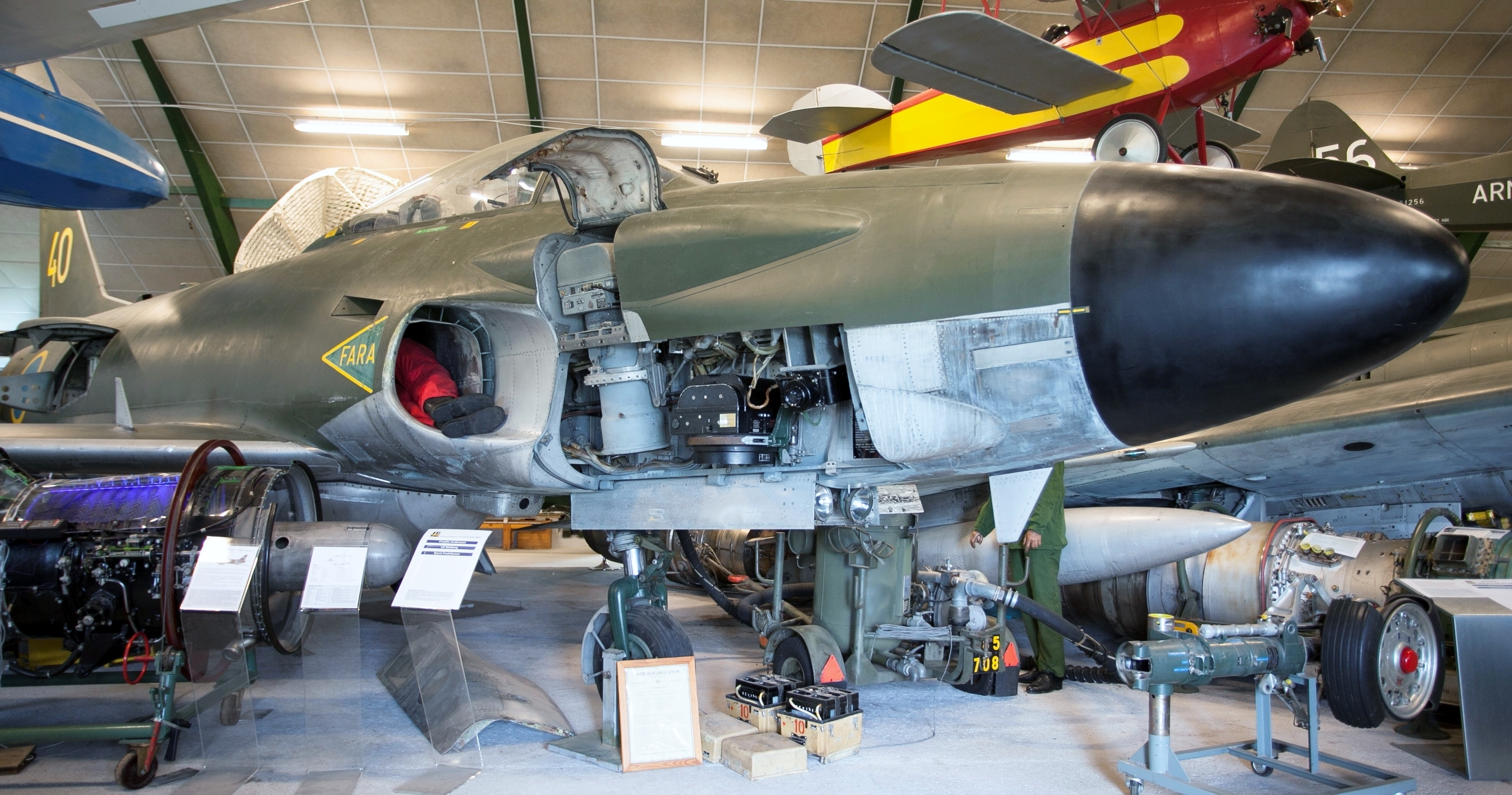
S 32C
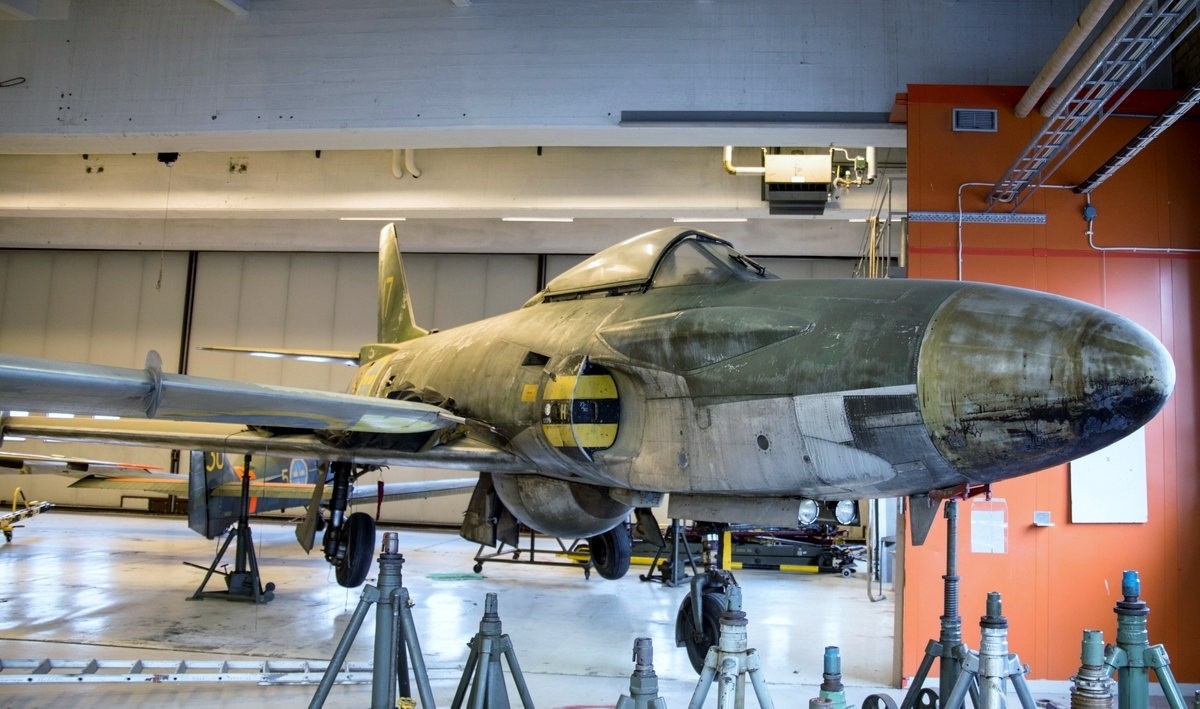
S 32C